# Политические молодёжные организации Казахстана

## Союз молодёжи Казахстана
Старейшая молодёжная организация страны. Так, Комсомольская ячейка на территории республики возникла в 1919—1920. В 1991 году на 18 съезде ЛКСМ Казахстана был переименован в ОО «Союз молодёжи Казахстана».

## Молодёжное движение «Кахар»
Молодёжное движение «Кахар» (каз. қаһар — гнев). Образовалась в 2004—2005 году. Наиболее интересно и удачно провела свою пиар раскрутку организация «Кахар» избравшая методы «Отпора» — флешмобы, граффити, живой интернет-сайт. Эта группа активно распространяла листовки с требованием свободы Галымжана Жакиянова. И то, надо сказать, что провластные СМИ сами создали дополнительный ореол опасных революционеров из активистов «Кахара». Руководитель этого объединения Бахытжан Торегожина в бытность активистка РНПК и организатор НПО «Ар.Рух.Хак» встречалась с деятелями грузинской «Кхмары», украинской и российской «Поры» на совещании этих объединений в Москве. Видимо поэтому эта сравнительно небольшая группа оппозиционеров и вызвала такой интерес государственных органов. Ряд активистов этой группы не один раз задерживались, а 25 октября 2005 года сама Торегожина и несколько девушек кахаровцев были арестованы за расклейку листовок поверх агитационных плакатов Нурсултана Назарбаева. По своим официальным идейным позициям организация придерживается либерально-демократических позиций, однако состав её разноликий и не все в ней однозначно сторонники американской модели демократии. Скорее всего, это больше общеоппозиционная тусовка молодых журналистов, студентов и политологов. И несмотря на то, что «Кахар» не приобрел массовости, это был наиболее удачный молодёжный проект оппозиции.
В октябре 2005 года «Кахару» было отказано Департаментом юстиции г. Алматы в связи с тем, что уставные цели деятельности объединения — вовлечение молодёжного сообщества в процессы общественно-политического развития в РК «противоречат ст. 5 Конституции РК». Между тем данный пункт Конституции гласит о запрете на деятельность организаций, «направленных на насильственное свержение конституционного строя, разжигание вражды и создание незаконных вооруженных формирований».
В настоящий момент Кахар не ведет активной деятельности. Официальный сайт данной организации заблокирован для казахстанцев

## Молодёжная лига партии «Алға»
Чисто партийное объединение создана совсем недавно и никак себя пока серьёзно не проявила. Попытки сформировать молодёжную организацию предпринимались ещё до закрытия НП ДВК, но не привели к серьёзным результатам. Руководителем лиги, как и в ДВК, стал семипалатинский деятель этой организации Сизов. Идеология и программные установки ничем не отличаются от материнской партии. С пару десятков молодых людей в футболках партии «Алға» были замечены на митинге оппозиции на старой площади Алматы 8 октября 2005 года. Но самым скандальным было окончание учредительной конференции молодёжной лиги партии 10 октября того же года, когда 53 молодых активиста из разных регионов страны решившие возложить цветы к памятнику героям декабрьских событий 1986 года, были задержаны, а некоторые из них избиты полицией. В итоге 48 человек были оштрафованы, а один из оппозиционных журналистов получил 5 суток ареста. Молодёжная Лига партии «Алға» отличилась также «разоблачительными» выступлениями отдельных её членов, обвинивших своё бывшее руководство в давлении и шантаже видеоматериалами. Все это было активно подхвачено проправительственными СМИ.
В данный момент Молодёжная лига партии «Алға» никак себя не проявляет.

## Союз патриотической молодёжи Казахстана
Союз патриотической молодёжи Казахстана (СПМК) — официально зарегистрированная молодежная организация в РК. СПМК была создана в ноябре 2002 года по инициативе студенческой молодёжи Евразийского национального университета им. Л. Н. Гумилева. Создание организации было ответным действием на давление и репрессии против членов молодежного политологического клуба «Полис», который был ранее создан в стенах данного вуза.
Этот политологический клуб обсуждал различные актуальные вопросы общественно-политического характера, проводил встречи студентов с политиками, общественными и научными деятелями Казахстана. Данные инициативы не встретили поддержки и одобрения у руководства университета в частности ректора Мырзатая Жолдабекова и его заместителя Сарсенгали Абдыманапова.
Союз молодых патриотов поддержали депутаты от Компартии Казахстана, движение «Демократический выбор Казахстана» и партия «Ак жол». Организация имела свои филиалы в Астане, Караганде, ЮКО, ЗКО, Семипалатинске и Таразе. Численность их членов на 2005 год достигала до 5 тыс. человек.
Также данная группа студентов Евразийского университета пыталась активно работать в г. Астане решая социальные, бытовые и другие проблемы молодежи столицы. Участвовала и в период предвыборных кампаний в Мажилис Парламента РК и местные маслихаты, позиционировала себя достаточно автономно от власти и политических партии в том числе и от оппозиции.
СПМК была единственной молодёжной организацией начала 2000-х гг., выработавшая четкую социал-демократическую идеологическую позицию. Руководителями СПМК — были Махамбет Абжан, Жанбота Карашулаков и Азамат Жетписбаев.
Махамбета Абжан и Жанбота Карашулаков активно боролись за права студентов, за что были отчислены из университета под различными предлогами и фальсификациями. Жанбота Карашулаков продолжил учёбу в г. Алматы.
СПМК агитировали молодёжь проявить протест против повышения оплаты за образование в три раза и пересмотра кабальных кредитных договоров для молодёжи. Они передали петиции молодёжи Премьер-министру Республики Казахстан Даниялу Ахметову с требованием не повышать оплату за обучение и отправить в отставку министра образования и науки Жаксылыка Кулекеева. Президент РК Н. А. Назарбаев лично снял руководство министерства должностей и пообещал молодёжи страны необходимую поддержку.
Члены организации участвовали и в выборах Президента РК. В преддверии президентских выборов 2005 года позиция СПМК по отношению к руководству движения «За Справедливый Казахстан» оказалась достаточно критической, о чём говорит цикл статей Абжана — «Проснись, оппозиция!» размещенных на сайте Ю. Мизинова «Навигатор». Хотя некоторые аналитики считали, что это лишь своеобразный ход амбициозных молодых политиков.
В конце 2005 года на М. Абжана и А. Жетписбаева было возбуждено уголовное дело финансовой полицией по статье «не целевое расходование государственных средств» . Обвинение было предъявлено по вопросу не правильного расходования государственных средств во время проведения избирательной кампании в местный маслихат г. Астаны. Они скрылись в соседней Киргизии.
Во время выборов КНБ Казахстана сделало официальное заявление, якобы о подготовке членами СПМК «тюльпановой революции» по образцу грузинских и украинских событий того периода.
В декабре того же года Абжан Махамбет был задержан в г. Бишкеке сотрудниками ГУВД г. Бишкек и КНБ РК по г. Алматы, после передан властям Казахстана по линии Интерпола. В январе 2007 года Махамбета Абжан осудили на 3 года общего режима. Вышел в 2009 году. В конце 2007 года также был задержан Азамат Жетписбаев и осужден на 2 года условно. Далее он создал собственную организацию «Абырой».
В 2007 году часть членов Союза патриотической молодёжи Казахстана выступив против политики нового руководства СПМК вышла из состава организации, некоторые активисты создали новые молодёжное движение.
Председатель М.Абжан занялся журналистской и правозащитной деятельностью.

## Молодёжное движение «Айбат»
Молодёжное движение «Айбат» было создано в 2005 году молодыми политиками Жанботой Карашулаковым и Гадильбеком Акимовым, как считают некоторые эксперты целью данной организации была поддержка от имени молодёжи Казахстана, нового единого кандидата в Президенты Республики Казахстан — экс-спикера Мажилиса Парламента РК Жармахана Туякбая. 13 сентября инициативная группа во главе Карашулакова Жанботы, Акимова Гадильбека объявила о создании данного движения.
Лидеры движения выступили за реформы в политической системе страны, в частности о изменении формы правления государством, предполагающую постепенный переход Казахстана к парламентской форме государственного правления, где правительством будут руководить представители политической партии победившей на всенародном голосовании. Айбатовцы также заявили о готовности возглавить молодёжь республики на казахском «майдане» в случае если она будет требовать изменений и перемен в стране. Организацию поддерживала партия «Настоящий Ак Жол» во главе с Булатом Абиловым, Алтынбеком Сарсенбаевым и Оразом Жандосовым, о чём говорит их активная раскрутка в газетах «Эпоха», «Жас Алаш» и интернет сайтах. Молодежное Движение"Айбат" поддержало альтернативного кандидата в президенты от движения «За Справедливый Казахстан».
Соратники движения агитировали по Казахстану за нового альтернативного кандидата. Благодаря данной работе единый кандидат от движения «За Справедливый Казахстан» набрал большее число голосов в г. Алматы, ЮКО, Карагандинской области — среди молодёжи. Движение не имело юридическую регистрацию и скорее всего было предвыборным проектом по раскрутке конкретного кандидата на высшую государственную должность в стране . Но на общественно-политическом поле его основатели имели хороший авторитет среди молодёжи Казахстана.
На сегодняшний день организация трансформировалась и часть членов влилась в другие молодежные организации и партии. Г. Акимов уже не занимается политикой. В настоящий момент «Айбат» не ведет активной общественно-политической деятельности в Казахстане.

## Общество молодых профессионалов Казахстана
Организация создана в 2005 году. Термин «молодые профессионалы» (young professionals) используется для обозначения группы молодых людей (20-40 лет) имеющих своё мнение и активно реализующих свою профессиональную карьеру. Так называют молодых людей, которые, в отличие от хиппи, не уходят от общества, а напротив, намерены активно играть по правилам, которые декларирует общество и влиять на его дальнейшее развитие.
Организация молодых профессионалов в Казахстане (ОМПК) ставит перед собой целью самоидентификацию этой социальной группы и реализацию социальных и гражданских интересов «молодых профессионалов». Интересы и ценности данной группы можно обозначить как либеральные и демократические. Главная задача РОО «ОМП» — установление гражданского контроля, при котором власть будет подотчётна обществу, а граждане станут реальными участниками всех общественно-политических процессов.
Представители организации есть во всех регионах Казахстана.

## Социалистическое сопротивление Казахстана
Социалистическое сопротивление Казахстана (каз. Социалистік Қарсылығы) на данный момент является единственной леворадикальной организацией, которая охватывает почти все регионы Казахстана.
Бывшая «Молодая Гвардия Казахстана» (переименована в «Социалистическое Сопротивление») была создана в мае 2002 года на учредительном Съезде в г. Саратове из активистов ЛКСМК, молодых членов Рабочего Движения Казахстана, отдельных анархистов и троцкистов.
Создание этой организации подтолкнули исключения из КПК молодых коммунистов стоящих на левых радикальных позициях и входивших в т. н. «марксистско-ленинскую платформу» во главе с Аполимовым.
Ориентируется на Комитет за Рабочий Интернационал и российскую организацию «Социалистическое Сопротивление», стоит на позициях революционного марксизма и интернационализма. Проводят несанкционированные политические акции и флеш-мобы. Активно участвовали в шаныракском восстании в пригороде Алма-Аты. Произвели огромный шум не только в Казахстане, но и в СНГ рядом своих акций — «Нур отар».
Лидер — Айнур Курманов, ранее жил и работал в г. Уральск. Был членом КПК, но из-за идейных расхождений с С. Абдильдиным ушёл в оппозицию. С 2007 года работает в Алматы. Возглавляет движения дольщиков и ипотечников. Является журналистом нескольких газет.

## Молодёжное объединение анархистов Казахстана / Секция АДА
Датой официального появления можно считать 25 марта 2008 года — дата открытия первого сайта объединения.
Молодёжное объединение анархистов, а также контркультурных молодёжных течений. Лидер отсутствует, решения принимаются консенсусом. Идеология: анархизм, антифашизм, антиимпериализм. Организация делает упор на анархические отношения в настоящем и, как следствие, альтернативный образ жизни, антифашизм, антипатриотизм, нонконформизм, контркультуру, некоммерческое творчество, протест против общества потребления, милитаризма, империализма, этатизма и управления человека человеком. Осознанный бунт и осмысленная борьба против власти, ликбез, уличные акции.
Часть людей из объединения организовали казахстанскую секцию АДА (Ассоциация Движений Анархистов).
Девиз: «Анархия — мать порядка!»

## Молодёжное движение «Абырой»
Молодёжное движение «Абырой» было создано в конце 2007 года группой студентов и преподавателей Казахского агротехнического университета им. С. Сейфуллина в г. Астана. Учредителем организации был преподаватель политологии и социологии, один из членов Союза патриотической молодёжи Казахстана — Азамат Жетписбаев. Организация имеет несколько сот членов — руководители движения «Абырой» позиционируют себя как будущие молодые политики с профессиональным образованием политологов и социологов.
Ранее предшественник движения — СПМК имело социал-демократическую идеологию. Выступления лидеров нового движения говорит о том, что они позиционируются себя как организацию, которая защищает традиционные казахские интересы и ценности.
Их идей, требования и выступления имеют резонансный характер, в частности это касается смены политической системы.
Движение имело свои филиалы в Астане, Алмате, ЗКО, ВКО, ЮКО, Караганде и Таразе. На ноябрь 2009 года проходило регистрацию в гос.органах но так и не было зарегистрировано. С 2010 года активной деятельности не наблюдается.

## Движение «За свободный Интернет»

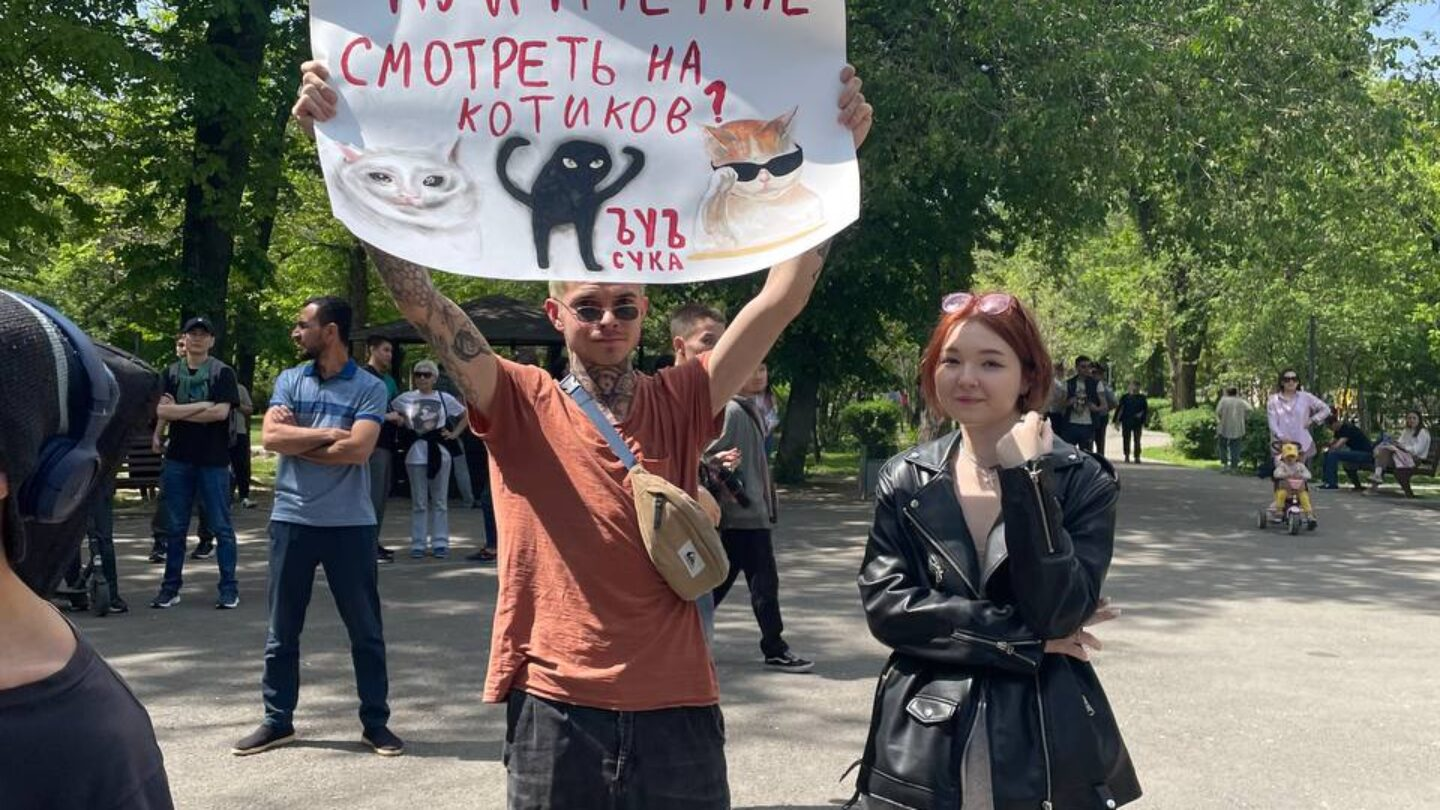
Митинг против закона о блокировке соцсетей в Алматы, 28 апреля 2022 года

Пользователи сети Интернет в Казахстане, разных политических убеждений, объединили свои усилия в движении «За свободный Интернет», против принятых правительством поправок к СМИ. Принятие этих поправок можно и считать датой основания движения. После план задач поставленных перед собою у движения расширился. Имеет свои крылья практически во всех регионах Казахстана. Движение уже успело отличиться мирными акциями протеста (флеш-мобами), порой акции проходили с задержаниями активистов и попытками не допустить их до мест проведения.

## Общественное объединение «Гражданская оборона»
Общественное объединение «Гражданская оборона» было создано осенью 2013 года группой активистов-правозащитников. ОО «Гражданская Оборона» является неправительственной некоммерческой организацией способствующей продвижению, соблюдению и защите трудовых и других социально-экономических прав и свобод граждан Республики Казахстан.

## Движение коммунистов Казахстана ДКК
Движение коммунистов Казахстана ДКК — Коммунистическая организация Казахстана. Создана 1 мая 2009 года. Основу движения составляют коммунисты которые не относятся не каким организациям и партиям Казахстана, а также активисты Авангарда Красной Молодёжи Казахстана (АКМ)и активисты вышедшие из Коммунистического союза молодёжи (КСМ). Организация объединяет людей разных возрастов, но в основном молодёжь. Руководящие орган ДКК высший совет. Количество активистов на сегодня достигает одну тысячу человек. Организация имеет свои ячейки почти во всех областях Казахстана.